# Omul de pe Pământ
Omul de pe Pământ (titlu original: The Man from Earth) este un film american din 2007 regizat de Richard Schenkman. Este creat în genurile SF, dramatic. Rolurile principale au fost interpretate de actorii David Lee Smith ca protagonistul filmului, John Billingsley ca Harry și Tony Todd ca Dan.  Scenariul a fost conceput de Jerome Bixby în 1946 și terminat pe patul de moarte în aprilie 1998. Filmul și-a câștigat recunoașterea în parte pentru faptul că a fost distribuit pe scară largă prin intermediul rețelelor de tip peer-to-peer din Internet. Omul de pe Pământ a fost mai târziu adaptat de Schenkman ca o piesă de teatru cu același nume. Filmul a avut un sequel, The Man from Earth: Holocene în 2017.
Povestea filmului se concentrează asupra lui John Oldman, un profesor universitar pe picior de plecare care pretinde că este un Cro-Magnon (sau un om al peșterilor Magdalenian care a supraviețuit în secret timp de peste 14.000 de ani. Întregul film este amplasat în și în jurul casei lui Oldman în timpul petrecerii sale de rămas bun și este compus aproape în întregime din dialoguri. Scenariul avansează prin argumente intelectuale între Oldman și colegii săi - membrii ai facultății.

## Prezentare
Profesorul John Oldman își strânge lucrurile în camionul său, pregătindu-se să se mute într-o casă nouă. Colegii săi apar ca să organizeze o petrecere improvizată: Harry, un biolog; Edith, profesor de istorie de artă și creștin credincios; Dan (Tony Todd), un antropolog; Sandy, un istoric care este îndrăgostit de John; Art, arheolog; și studenta acestuia, Linda.
În timp ce colegii lui John îi cer să explice motivul plecării sale, el preia o referire la culturile Magdaleniene a lui Dan și ușor-ușor le dezvăluie că el este un om preistoric al peșterilor, chiar din acea perioadă precisă. El afirmă că a trăit mai mult de 14.000 de ani și că se mută la fiecare zece ani pentru a-i împiedica pe ceilalți să-și dea seama că nu îmbătrânește. El își începe povestea sub masca unei eventuale povestiri științifico-fantastice, dar în cele din urmă se oprește din a discuta ipotetic și începe să răspundă la întrebări din perspectiva unei persoane care a trăit toată această perioadă. Colegii săi refuză să-i creadă povestea, dar o acceptă ca pe o ipoteză de lucru pentru a-i descoperi adevăratele intenții din spatele dezvăluirilor sale. John relatează că el a fost un sumerian timp de 2000 de ani, mai târziu un babilonian, și în cele din urmă, a mers spre est pentru a deveni discipol al lui Buddha. El pretinde că a avut o șansă să navigheze cu Cristofor Columb (admițând că în acel moment și el credea uneori că pământul era plat) și că ar fi fost prieten cu Van Gogh (una dintre picturile originale pe care le are reprezintă, în mod evident, un dar personal de la artist).
În cursul conversației, fiecare oaspete pune întrebări despre povestea lui John pe baza cunoștințelor din propria specialitate academică. Harry se luptă cu modul în care biologia ar permite unei ființe umane să trăiască atât de mult timp. Art, probabil scepticul grupului, îl întreabă pe John despre evenimentele din preistorie. El exclamă că răspunsurile lui John, deși corecte, ar fi putut fi inspirate din orice carte; John îi atrage atenția că, asemenea oricărui om, memoria lui este imperfectă și a observat doar evenimente din propria sa perspectivă îngustă, deci nu este omniscient. Dr. Will Gruber, profesor de psihiatrie care sosește, după ce este sunat de Art, în cursul după-amiezii, îl întreabă pe John dacă simte vinovăția că a trăit atât de mult și că toată lumea pe care a cunoscut-o sau a iubit-o vreodată nu mai este. Apoi îl amenință pe John cu o armă (se dezvăluie mai târziu că era descărcată) înainte de a părăsi temporar grupul. John află apoi de la Harry că soția lui Will a murit în ziua precedentă după o lungă boală și de aceea comportamentul său era ciudat.
Discuția se îndreaptă spre religie, iar John menționează că nu este adeptul niciuneia. Chiar dacă el nu crede neapărat într-un Dumnezeu atotputernic, el nu renunță la posibilitatea existenței unui asemenea ființe. Presat de grup, John le dezvăluie că, încercând să răspândească învățăturile lui Buddha spre vest, în răsăritul Imperiului Roman, a devenit inspirația pentru povestea lui Iisus Hristos. După această revelație, emoțiile din cameră cresc foarte mult. Edith începe să plângă. Will îi cere lui John să-și sfârșească povestea și să recunoască în fața grupului că totul a fost o farsă și amenință că-l va închide pe John pentru o evaluare psihiatrică dacă refuză să facă acest lucru. John se gândește bine la răspunsul său înainte să "mărturisească" tuturor că toată povestea sa a fost o glumă.
Prietenii lui John pleacă acasă, fiecare manifestând diverse reacții: Edith s-a liniștit; Harry și Dan prezintă o minte deschisă la orice; Art nu vrea să-l mai vadă vreodată pe John; Will încă crede că John are nevoie de ajutor profesional; Sandy și Linda cred în mod clar ceea ce a spus John. După ce toți ceilalți au plecat, în afară de Will și Sandy, Will aude o conversație dintre John și Sandy care sugerează că povestea ar putea fi adevărată. John menționează câteva dintre pseudonimele sale pe care le-a folosit de-a lungul anilor și Will își dă seama că unul dintre acestea este numele tatălui său de mult plecat de acasă. El îl întreabă pe John ceva care știa doar tatăl său. Când John îi răspunde corect, bătrânul Will își dă seama ca John este tatăl său, el are o cădere emoțională, suferă un atac de cord și moare în brațele lor. După ce corpul său este luat de autorități, Sandy își dă seama că (dacă povestea este adevărată) aceasta este prima dată când John a văzut mort unul dintre copiii săi. John intră fără niciun chef în camion și începe să conducă spre o destinație necunoscută. Apoi se oprește și o așteaptă pe Sandy, care se îndreaptă spre camion.

## Distribuție
În ordinea apariției:
- David Lee Smith - John Oldman
- Tony Todd - Dan
- John Billingsley - Harry
- Ellen Crawford - Edith
- Annika Peterson - Sandy
- William Katt - Art Jenkins
- Alexis Thorpe - Linda Murphy
- Richard Riehle - Dr. Will Gruber
- Robbie Bryan - ofițer de poliție

## Vezi și
- Listă de filme științifico-fantastice din anii 2000
- Requiem for Methuselah